# Oscar Salomón
Oscar Camilo Salomón (San Miguel de Tucumán, 22 marzo 1999) è un calciatore argentino, difensore del Platense in prestito dal Boca Juniors.

## Caratteristiche tecniche
È un difensore centrale.

## Carriera
Cresciuto nel settore giovanile del Boca Juniors, nel 2019 è stato ceduto in prestito al Central Córdoba (SdE). Ha esordito il 21 agosto 2018 disputando l'incontro di Copa Argentina vinto 1-0 contro l'All Boys.

## Statistiche

### Presenze e reti nei club
Statistiche aggiornate al 19 luglio 2025.
| Stagione                     | Squadra                      | Campionato                   | Campionato | Campionato | Coppe nazionali | Coppe nazionali | Coppe nazionali | Coppe continentali | Coppe continentali | Coppe continentali | Altre coppe | Altre coppe | Altre coppe | Totale | Totale | Totale |
| Stagione                     | Squadra                      | Comp                         | Pres       | Reti       | Comp            | Pres            | Reti            | Comp               | Pres               | Reti               | Comp        | Pres        | Reti        | Pres   | Reti   |        |
| ---------------------------- | ---------------------------- | ---------------------------- | ---------- | ---------- | --------------- | --------------- | --------------- | ------------------ | ------------------ | ------------------ | ----------- | ----------- | ----------- | ------ | ------ | ------ |
| 2019-2020                    | Central Córdoba (SdE)        | PD                           | 9          | 0          | CA+CdL+CM       | 3+0+8           | 0               | -                  | -                  | -                  | -           | -           | -           | 20     | 0      |        |
| 2021                         | Central Córdoba (SdE)        | PD                           | 18         | 0          | CA+CdL          | 0+12            | 0+1             | -                  | -                  | -                  | -           | -           | -           | 30     | 1      |        |
| Totale Central Córdoba (SdE) | Totale Central Córdoba (SdE) | Totale Central Córdoba (SdE) | 27         | 0          |                 | 23              | 1               |                    | -                  | -                  |             | -           | -           | 50     | 1      |        |
| 2022                         | Tigre                        | PD                           | 3          | 0          | CA+CdL          | 0+7             | 0               | -                  | -                  | -                  | -           | -           | -           | 10     | 0      |        |
| 2023                         | Montevideo City Torque       | PD                           | 29         | 0          | CU              | 1               | 0               | -                  | -                  | -                  | -           | -           | -           | 30     | 0      |        |
| 2024                         | Platense                     | PD                           | 4          | 0          | CA+CdL          | 0+4             | 0               | -                  | -                  | -                  | -           | -           | -           | 8      | 0      |        |
| 2025                         | Platense                     | PD                           | 21         | 0          | CA              | 2               | 0               | -                  | -                  | -                  | -           | -           | -           | 23     | 0      |        |
| Totale Platense              | Totale Platense              | Totale Platense              | 25         | 0          |                 | 6               | 0               |                    | -                  | -                  |             | -           | -           | 31     | 0      |        |
| Totale carriera              | Totale carriera              | Totale carriera              | 84         | 0          |                 | 37              | 1               |                    | -                  | -                  |             | -           | -           | 121    | 1      |        |

## Palmarès

### Club

#### Competizioni nazionali
- Campionato argentino: 1

Platense: 2025 (Apertura)